# Арнет (Оклахома)
Арнет (енгл. Arnett) град је у америчкој савезној држави Оклахома.

## Демографија
По попису из 2010. године број становника је 524, што је 4 (0,8%) становника више него 2000. године.
| Група             | 2000.       | 2010.       |
| Белци             | 500 (96,2%) | 484 (92,4%) |
| Афроамериканци    | 2 (0,4%)    | 1 (0,2%)    |
| Азијати           | 0 (0,0%)    | 0 (0,0%)    |
| Хиспаноамериканци | 7 (1,3%)    | 28 (5,3%)   |
| Укупно            | 520         | 524         |